# Боровичи
Боровичи (на руски: Боровичи́) е град в Русия, административен център на Боровички район, Новгородска област. Населението на града през 2012 година е 53 383 души, което прави града втори по численост на населението в Новгородска област.

## География
Градът е разположен на двата бряга на река Мста, на 175 километра източно от Велики Новгород. Разполага с крайна жп гара по линията Угловка – Боровичи.

## История
Селището получава статут на град през 1770 г. Той е най-известен със завода за тухли.

## Население
| Година    | 1857 | 1939   | 1959   | 1970   | 1979   | 1989   | 2002   | 2008   |
| Население | 9400 | 41 000 | 49 500 | 54 700 | 59 600 | 63 000 | 57 755 | 56 107 |

## Икономика
В града работят:
- три завода за тухли:
  - Боровички комбинат „Огнеупоров“ (на руски: „Боровичский Комбинат Огнеупоров“)
  - Боровички завод за силикатни тухли (на руски: „Боровичский завод силикатного кирпича“)
  - Боровички комбинат за строителни материали (на руски: „Боровичский комбинат строительных материалов“)
- две мебелни фабрики:
  - Боровичи-мебел (на руски: „Боровичи-мебель“)
  - Елегия (на руски: „Элегия“)

и др.

## Побратимявания
- Суолахти, Финландия
- Бингамтон, щат Ню Йорк, САЩ
- Хаапсалу, Естония